# Айдуан-Чаб'я
Айдуа́н-Чаб'я́ (рос. Айдуан-Чабья) — присілок в Кізнерському районі Удмуртії, Росія.
Населення становить 225 осіб (2010, 232 у 2002).
Національний склад (2002):
- удмурти — 82 %

Урбаноніми:
- вулиці — Молодіжна, Садова, Широка